# Karin Lundqvist
Karin Lundqvist (* 5. Oktober 1981) ist eine schwedische Beachvolleyballspielerin.

## Karriere
Lundqvist spielte 1999 ihr erstes Challenger-Turnier mit Petra Ekblom. 2000 trat das Duo zu vier Open-Turnieren der FIVB World Tour an. Im folgenden Jahr nahm Lundqvist mit Mirlinda Jonuzi bei der Weltmeisterschaft in Klagenfurt teil, konnte aber keinen Satz gewinnen und schied nach der Vorrunde aus. 2004 bildete sie ein Duo mit Sara Uddstahl und gewann erstmals die nationale Meisterschaft. In Marseille absolvierten Lundqvist/Uddstahl ihren ersten Grand Slam. Nachdem sie im ersten gemeinsamen Jahr auf der World Tour nicht über den 33. Platz hinausgekommen waren, schafften sie 2005 viermal in Folge den 17. Rang bei Open-Turnieren. 2006 erreichten sie zwei Endspiele der Satellite-Turniere und wurden in Warschau Dreizehnte.
Im folgenden Jahr kam Lundqvist mit Angelica Ljungqvist zusammen und wurde wieder schwedische Meisterin. Die Åland Open 2007 und die Barcelona Open 2008 beendeten Lundqvist/Ljungqvist jeweils auf dem 17. Platz. Beim Grand Slam in Gstaad kamen sie als Fünfte erstmals in die Top Ten. Das gleiche Ergebnis gelang ihnen in Mysłowice und Sanya. 2009 starteten sie mit zwei neunten Plätzen in Brasília und Shanghai. Anschließend traten sie bei der WM in Stavanger an. Im letzten Vorrundenspiel besiegten sie die späteren Viertelfinalisten Turner/Akers, konnten aber das vorzeitige Aus nicht mehr verhindern. Nach der WM wurden die beiden Schwedinnen beim Grand Slam in Marseille und den Barcelona Open wieder Neunte.
Von 2010 bis 2012 spielte Lundqvist auf der schwedischen Tour und gewann drei nationale Titel in Folge. Da sie in den ersten beiden Jahren mit Naiana und Raquel Ferreira zwei brasilianische Partnerinnen hatte, trat sie parallel auch auf der nationalen Tour der Südamerikaner an.
2013 bildete sie ein Duo mit Nina Grawender und kehrte auf die World Tour zurück. Bei der Europameisterschaft in Klagenfurt setzten sich Grawender/Lundqvist in ihrer Vorrundengruppe vor zwei deutschen Duos durch, unterlagen dann aber im Achtelfinale den Schweizerinnen Forrer/Vergé-Dépré.